# Tacharanite
La tacharanite è un minerale.